# ザ・ウィークエンド
ザ・ウィークエンド（英語: The Weeknd）、本名：エイベル・マッコネン・テスファイ（英語: Abel Makkonen Tesfaye、1990年2月16日 - ）は、カナダ・スカーバロー出身の男性シンガーソングライター、音楽プロデューサー、俳優。
グラミー賞4回受賞（13回ノミネート）。代表曲に「ザ・ヒルズ」「ブラインディング・ライツ」「ポピュラー」などがある。

## 生い立ち
1990年2月16日、カナダのトロントで生まれ、トロント東部のスカーバロー地区で育った。両親はともに80年代後半にエチオピアから移住した移民である。父と母は年中働きに出ていたため、5歳になるまでは祖母に育てられ、英語は話せずエチオピアの公用語であるアムハラ語を話していた。その後両親が別れ、母と祖母に引き取られた。この頃からエチオピア正教会の礼拝に出席するようになった。
ザ・ウィークエンドは自身の青年時代を、映画『KIDS/キッズ』の物語からHIVの要素を除いたものだと表現している。この映画は10代の若者がセックスや薬物乱用に堕ちていくというもので、ザ・ウィークエンド自身も11歳で大麻を吸い始め、その後より強力な薬物を摂取するようになった。様々な薬物に手を出すため万引きも頻繁にしており、ザ・ウィークエンドはこのときの状況を「何でもあり」だったと語っている。荒れた青年時代だったが、大の映画好きの一面もあり、映画学校に通うことを望んでいた時期もあった。一方で音楽に関しては、幼少時から常に歌っていたが、自分に音楽の才能があるとは感じていなかったという。
スカーバローにある高校に通ったが、17歳のときに中退。のちに自身のクリエイティブ・ディレクターとなるラ・マー・テイラーと共に、一台のバンでトロントのパークデール地区に引っ越した。家を出たあとは大麻を売りつつ友人2人と1部屋で生活を送るも、部屋を追い出されたため複数の女性の家を転々とする生活を送った。その後アメリカンアパレルで働き始め、同時に曲の執筆やレコーディングを始める。最初は他の人のために曲を作っていたが、買い手がいないときは自分の曲を書くようになった。
ステージ名の「The Weeknd」は家を出たのが週末だったことに由来し、スペルから"e"が抜けているのは同名のカナダのバンド（The Weekend）がすでに存在したためである。

## 経歴

### 2010年 - 2011年：活動の開始
2010年、トロントでミュージシャンのジェレミー・ローズと出会う。ローズは当時、自身が考案した「ダーク・R&Bプロジェクト」というアイデアを、カナダの歌手カーティス・サンティアゴに売り込む予定だった。しかし、自分が数年前に制作してどうすることも出来なかった「What You Need」のビートにザ・ウィークエンドが即興で歌詞をつけたのを見たローズは、ザ・ウィークエンドの方がこのプロジェクトに適していると考えた。そこでローズはザ・ウィークエンドにプロジェクトを共同制作することを提案し、2人はアルバムでコラボレーションすることになる。2010年12月、ローズがプロデュースした楽曲「What You Need」「Loft Music」「The Morning」の3曲を、The Weeknd名義でインターネット上にアップロード。当時全くの無名だったにもかかわらず、オンライン上の口コミで話題となった。そしてラッパーのドレイクのブログで取り上げられたことで話題に拍車がかかり、ピッチフォーク・メディアやニューヨーク・タイムズなどの大手音楽メディアからも取材を受けることになった。
2011年3月に最初のミックステープ『House Of Balloons (ハウス・オブ・バルーンズ)』をフリーでリリースすると、スージー・アンド・ザ・バンシーズ  やビーチ・ハウス からサンプリングを多用し、一躍脚光を浴びることになる。米英の各音楽メディアから高い評価を受けたほか、ファンにより多数の非公式ミュージックビデオが作られるほどの人気と話題性を獲得し、本作は累計で800万回のダウンロードを記録。
同年7月には地元トロントで初のライブを敢行。
同年8月には2作目『Thursday (サーズデイ)』、12月には3作目『Echoes Of Silence (エコーズ・オブ・サイレンス)』と一年に3作のミックステープを発表。
いずれも高い評価を受け、特に『House Of Baloons』はピッチフォーク・メディアによってこの年の年間ベスト・アルバム第10位に、ステレオガムによって5位に、FACTによって1位に選出されるなどした。3つのミックステープはまとめて『Balloons Trilogy』と呼ばれ、このリリースをきっかけに様々なレコードレーベルから契約のオファーを受けた。
また、ドレイクのこの年発表したアルバム『Take Care』では4曲に参加するなど、知名度を伸ばしていった。

### 2012年 - 2014年: 「Trilogy」、「Kiss Land」

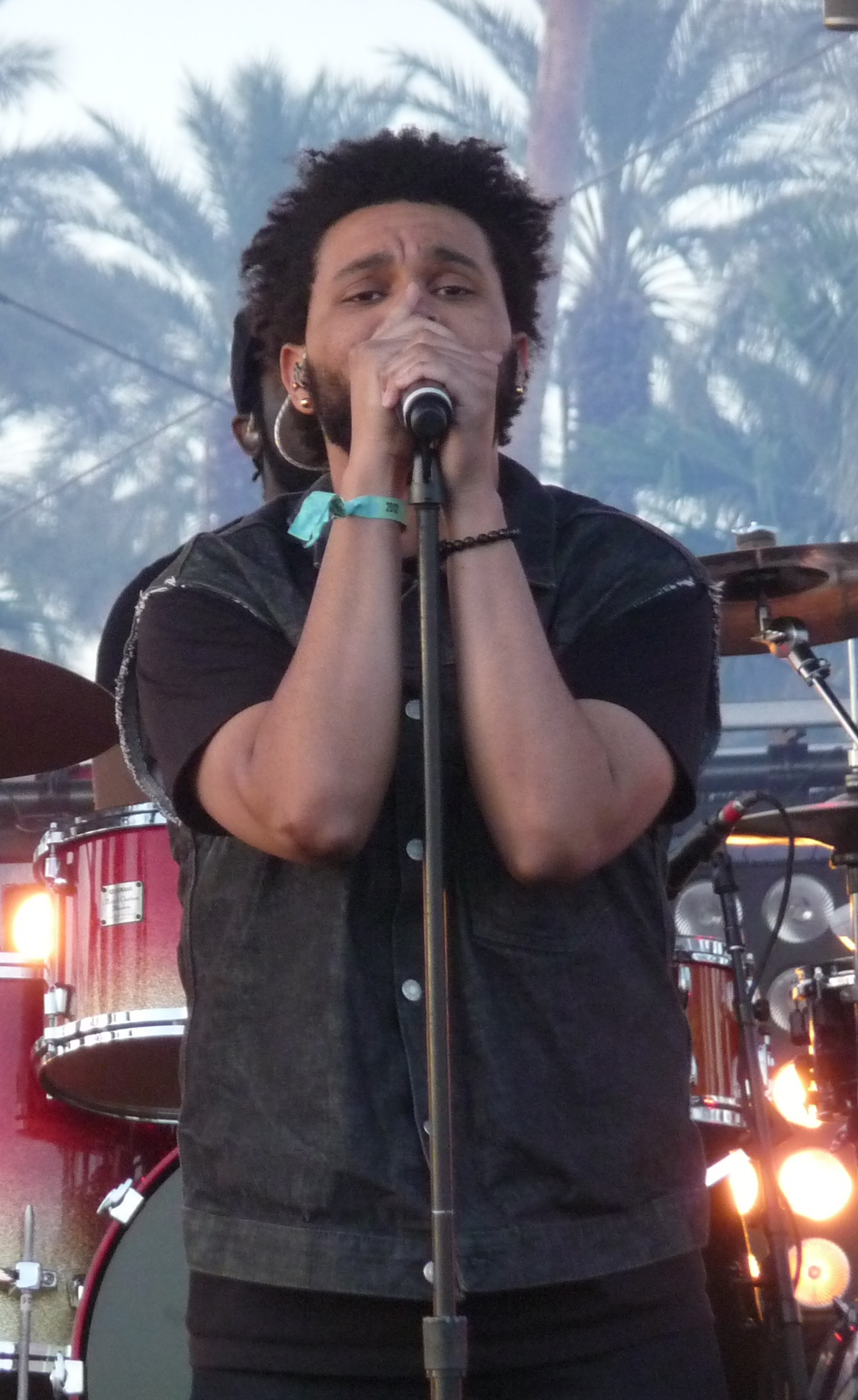
2012年

2012年にリパブリック・レコードとメジャー契約を結び、フリーで発表したミックステープ3作をまとめ、ボーナス・トラックを追加したコンピレーションアルバム『Trilogy (トリロジー)』をリリース。全米アルバムチャート・Billboard 200で4位に初登場という快挙を果たし、全世界で累計100万枚を超えるセールスを記録した。また、この年コーチェラ・フェスティバルを皮切りに自身初となるツアーをアメリカで敢行し、ニューヨークでのライブは2公演とも完売となった。その後ヨーロッパにも進出し、スペインのプリマヴェーラ・サウンドやイギリスのワイヤレス・フェスティバルなどの音楽フェスティバルに出演した。
2013年には初の来日公演となるサマーソニック出演が発表されたものの、アルバム制作のスケジュールの都合のためキャンセルとなった。
同年9月、ファーストアルバム『Kiss Land（キッスランド）』をリリース。このアルバムは、人生のほとんどをトロントで過ごしたザ・ウィークエンドにとって、未知の世界であるアジア、とりわけ日本が全体的なモチーフになっており、収録シングル「Kiss Land」や「Belong to the World」のミュージックビデオやシングルのカバーなどには日本や日本語が多数見られる。アルバムはアメリカで初週に約9万5000枚を売り上げ、Billboard 200で2位を記録した。
2014年に、女性シンガーのアリアナ・グランデのアルバム『マイ・エヴリシング』に収録された「Love Me Harder」に参加、ソングライティング及びボーカルを担当した。同曲は全米シングルチャート・Billboard Hot 100で7位まで上昇し、ザ・ウィークエンドとしては同チャートで初のTOP10入りした楽曲となった。2014年12月に、映画「フィフティ・シェイズ・オブ・グレイ」のサウンドトラックとして、シングル「Earned It」をリリース。翌2015年5月にBillboard Hot 100で最高3位を記録し、ソロ作品として初のトップ10入りとなった。

### 2015年: 「Beauty Behind the Madness」

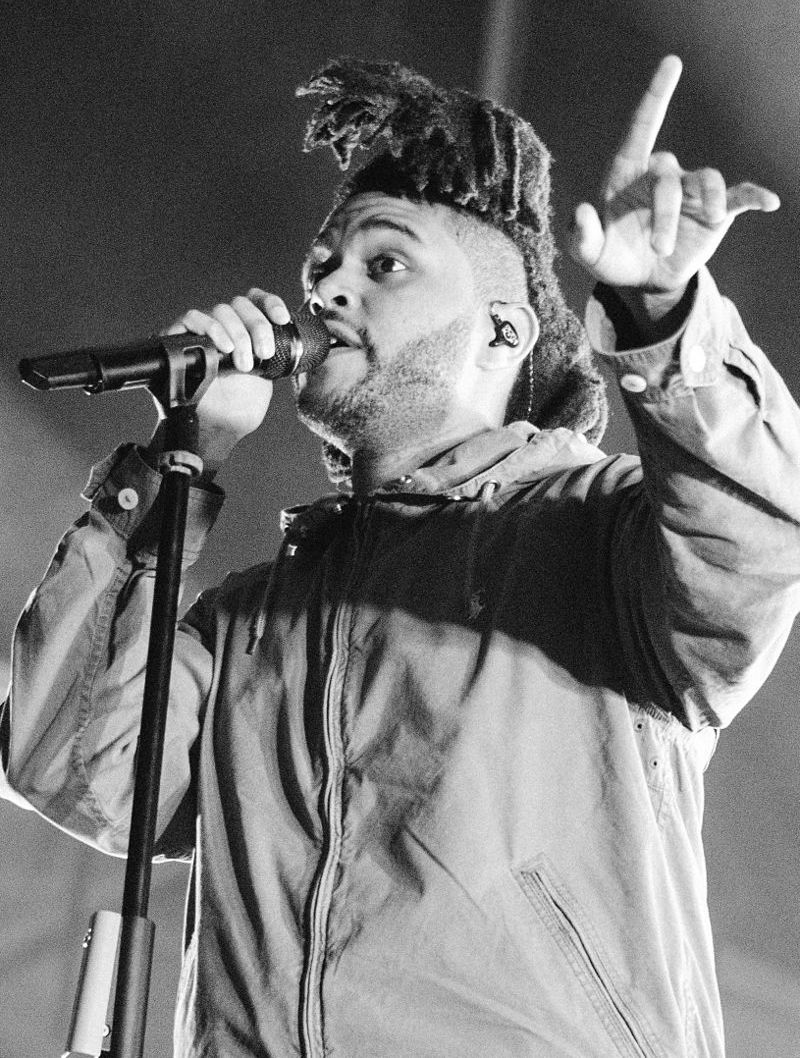
2015年

2015年5月に「The Hills」をリリース。6月には「Can't Feel My Face」をリリースした。2015年7月25日付のビルボードR&Bチャートにおいて、「Can't Feel My Face」が1位、「The Hills」が2位、「Earned It」が3位を獲得した。1人のアーティストの上位3位独占は、同チャート史上初の快挙となった。約1か月後、2015年8月22日付のBillboard Hot 100で「Can't Feel My Face」が1位に上り詰め、ザ・ウィークエンドとして初めて全米シングルチャート1位を獲得したシングルとなった。その後10月には「The Hills」も「Can't Feel My Face」に続いて全米1位を獲得した。
8月に2枚目のアルバムとなる「Beauty Behind the Madness (ビューティ・ビハインド・ザ・マッドネス)」をリリース。自身初となるBillboard 200で1位を記録。また世界的にも大きなヒットとなり、2015年世界で最も売れたアルバムの10位にランクインした。2016年2月15日に行われた第58回グラミー賞では、「Beauty Behind the Madness」で「最優秀アーバン・コンテンポラリー・アルバム賞」を、「Earned It」で「最優秀R&Bパフォーマンス賞」を受賞した。
ザ・ウィークエンドは2015年3月7日から2016年1月9日までの45週間、自身の楽曲が連続してBillboard Hot 100のTOP10に入り続けたため、同チャートで最も連続してTOP10に入り続けたソロ男性アーティストとなった。またspotifyでは、アルバム「Beauty Behind the Madness」が2015年に最も再生されたアルバムとなり、2015年のアメリカのトップ5アーティストでは2位にランクインした。

### 2016年 – 2018年: 「Starboy」、「My Dear Melancholy」

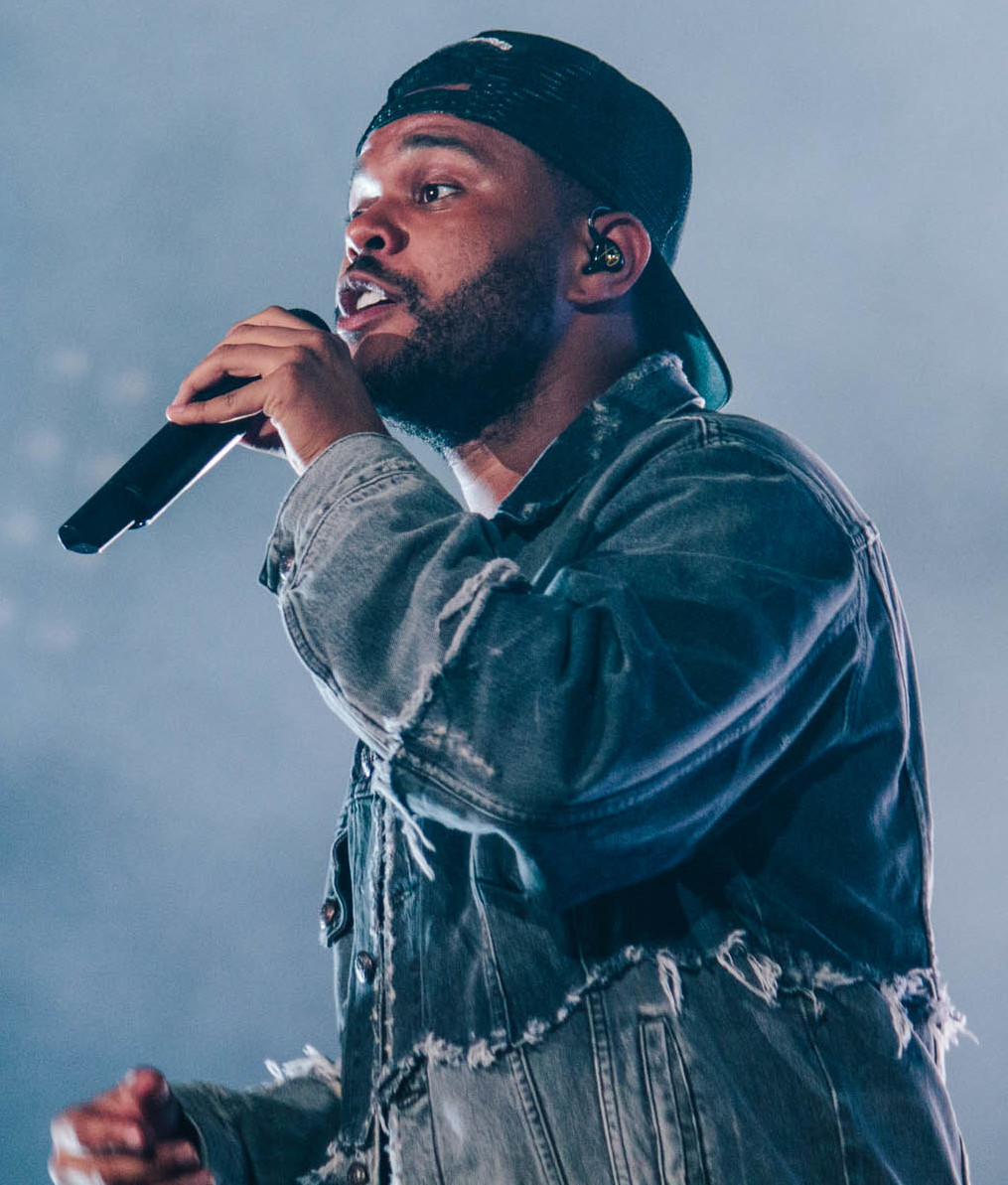
2018年

2016年8月、秋に自身3枚目となるスタジオアルバム『Starboy (スターボーイ)』をリリースすることを発表。9月21日にダフト・パンクと制作したシングル「starboy (スターボーイ)」をリリースし、自身3曲目となる全米1位を獲得した。11月29日には前作に続きダフト・パンクと制作した「I Feel It Coming」をリリースし、全米最高位4位を記録した。アルバム「Starboy」は11月25日にリリースされ、Billboard 200で2度目となる1位を記録した。また、spotifyではリリースから1週間で2億2300万回ストリーミングされるという当時の最高記録を打ち立て、iTunesではリリース当日に77か国で1位を獲得するなど、2016年を代表する作品となった。2018年1月28日に行われた第60回グラミー賞では、「Starboy」で「最優秀アーバン・コンテンポラリー・アルバム賞」を、前作に続き2作連続で受賞した。
2018年3月、EP『My Dear Melancholy (マイ・ディアー・メランコリー)』をリリースし、Billboard 200で3度目となる1位を獲得。収録シングル「Call Out My Name」は、全米最高位4位を記録した。同年4月に行われたコーチェラ・フェスティバルでは、ビヨンセ、エミネムとともにヘッドライナーとして出演した。同年8月14日に自身のTwitterで、アルバムのサポートのため「The Weeknd アジアツアー」を開催することを発表した。ツアーは11月30日に香港で幕開けし、12月18日に日本の幕張メッセで幕引きとなった。このツアーがザ・ウィークエンド初の来日公演となった。

### 2019年 – 2021年:「After Hours」
2019年11月27日に新曲の「ハートレス (Heartless)」をリリースし、Billboard Hot 100で1位となった。ザ・ウィークエンドが1位を獲得するのは、2016年末の「スターボーイ」以来3年ぶり、通算4曲目となる。
29日には「ブラインディング・ライツ (Blinding Lights)」をリリースし、前作と同様にBillboard Hot 100で1位を獲得した。2020年3月20日、4枚目のアルバム「After Hours (アフター・アワーズ)」をリリースし、発売初週にアメリカで44万枚を売り上げ、Billboard 200で4度目となる1位を記録した。2020年4月4日付のビルボードチャートにおいて、「After Hours」がアルバムチャートで1位、「Blinding Lights」がシングルチャートで1位、ザ・ウィークエンドがソングライターチャート、アーティストチャート、プロデューサーチャートで1位を獲得した。ザ・ウィークエンドは、これらの5つのチャートで同時に1位を獲得した最初のアーティストとなった。2021年2月7日、第55回スーパーボウルのハーフタイムショーに出演した。

### 2022年: 「Dawn FM」、『THE IDOL／ジ・アイドル』
8月2日にTesfayeが新たなプロジェクトについてソーシャルメディアで事前告知を行う。同日に、GQ初のグローバル表紙にTHE WEEKNDを起用したと発表。そして、新しいシングル "Take My Breath"を8月6日にリリースした。
また、10月21日に Swedish House Mafia とのコラボ曲をリリースした。2022年1月7日、5枚目のアルバム「Dawn FM」がリリースされた。同アルバムからの3rdシングル「Out of Time」では、亜蘭知子の「MIDNIGHT PRETENDERS」をサンプリングしており、作詞者の亜蘭知子と作曲者の織田哲郎がクレジットされた。この曲のナレーションはコメディ俳優のジム・キャリーが務めており、2022年1月22日付のBillboard Hot 100で最高位32位を記録した。
2023年、テレビドラマシリーズ『THE IDOL／ジ・アイドル』をプロデュースし主演、相手役のリリー＝ローズ・デップとの激しいセックスシーンを披露したが「歴史上最も最低なセックスシーン」「これまでと同じようにウィークエンドを見れない」などと評価を受けた。
一方で同じく自身が手掛けたサウンドトラックは好評を博し、マドンナとプレイボーイ・カーティをゲストに迎えた「ポピュラー」は世界中でヒットを記録した。しかしドラマの失敗によりアルバムとしてサウンドトラックが発売されることは無かった。

## 音楽性
影響を受けたアーティストはマイケル・ジャクソン、プリンス、R.ケリー、スージー・アンド・ザ・バンシーズ、コクトー・ツインズ、ラナ・デル・レイ、デヴィッド・ボウイ、ザ・スミス、バッド・ブレインズ、トーキング・ヘッズ、デバージ、50セント、ウータン・クランなど。
また、独特の高い歌声はアスター・アウェケのようなエチオピア人歌手の影響を受けているとも述べた。
彼は、ソウル、ヒップホップ、ファンク、インディー・ロック、ポストパンクなど、さまざまな音楽ジャンルを聴いて育った。
フランク・オーシャンやミゲルらと共に、コンテンポラリーR&Bの新しいスタイル「オルタナティブR&B」を確立したとされる。官能的な歌声と、トリップ・ホップやアンビエント、ダブステップ、チルウェイヴといった異なるジャンルの要素を感じさせるミステリアスなサウンドを特徴とし、曲の内容としては非常に性的な内容を扱う事が多く、「キング・オブ・セックス・ポップ」の異名を持つ。
ZipHealthがアメリカ合衆国の国民に対して実施した調査においてザ・ウィークエンドがセックスの最中に流すプレイリストの中で最も聴かれているアーティストとして選ばれた。

## ディスコグラフィ

### アルバム
| 年                                        | タイトル                  | アルバム詳細                                                                      | チャート最高位 | チャート最高位 | チャート最高位 | チャート最高位 | チャート最高位 | チャート最高位 | チャート最高位 | チャート最高位 | チャート最高位 | チャート最高位 | 認定 |
| 年                                        | CAN                       | AUS                                                                               | DEN            | FRA            | GER            | NLD            | NZ             | SWE            | UK             | US             |                |                | |
| ----------------------------------------- | ------------------------- | --------------------------------------------------------------------------------- | -------------- | -------------- | -------------- | -------------- | -------------- | -------------- | -------------- | -------------- | -------------- | -------------- | --- |
| 2013                                      | Kiss Land                 | - 発売日: 2013年9月10日 - レーベル: XO, Republic - 規格: CD, LP, digital download | 2              | 30             | 6              | 93             | 93             | 52             | —              | 60             | 12             | 2              | - CAN: ゴールド - UK: シルバー - US: ゴールド                                                                                           |
| 2015                                      | Beauty Behind the Madness | - 発売日: 2015年8月28日 - レーベル: XO, Republic - 規格: CD, LP, digital download | 1              | 1              | 2              | 6              | 7              | 2              | 2              | 1              | 1              | 1              | - CAN: 5×プラチナ - AUS: 2×プラチナ - DEN: 3×プラチナ - SWE: プラチナ - UK: プラチナ - US: 4×プラチナ                                   |
| 2016                                      | Starboy                   | - 発売日: 2016年11月25日 - レーベル: XO, Republic - 規格: CD, digital download    | 1              | 1              | 1              | 20             | 10             | 3              | 5              | 1              | 5              | 1              | - CAN: 3×プラチナ - AUS: プラチナ - DEN: 4×プラチナ - FRA: 2×プラチナ - SWE: 2×プラチナ - GER: ゴールド - UK: プラチナ - US: 3×プラチナ |
| 2020                                      | After Hours               | - 発売日: 2020年3月20日 - レーベル: XO, Republic - 規格: CD, LP, digital download | 1              | 1              | 1              | 2              | 5              | 1              | 1              | 1              | 1              | 1              | - CAN: 3×プラチナ - AUS: ゴールド - DEN: 2×プラチナ - FRA: プラチナ - SWE: 2×プラチナ - UK: ゴールド - US: 2×プラチナ                   |
| 2022                                      | Dawn FM                   | - 発売日: 2022年1月7日 - レーベル: XO, Republic - 規格: CD, LP, digital download  | 1              | 1              | 2              | 3              | 5              | 1              | 1              | 1              | 1              | 2              | - DEN: ゴールド - FRA: ゴールド - UK: ゴールド                                                                                          |
| 2025                                      | Hurry Up Tomorrow         | - 発売日: 2025年1月31日 - レーベル: XO, Republic                                  |                |                |                |                |                |                |                |                |                |                | |
| "—"は未発売またはチャート圏外を意味する。 |                           |                                                                                   |                |                |                |                |                |                |                |                |                |                | |

### コンピレーション・アルバム
| 年                                        | タイトル            | アルバム詳細 | チャート最高位 | チャート最高位 | チャート最高位 | チャート最高位 | チャート最高位 | チャート最高位 | チャート最高位 | チャート最高位 | チャート最高位 | チャート最高位 | 認定                                                              |
| 年                                        | CAN                 | AUS | DEN            | FRA            | GER            | NLD            | NZ             | SWI            | UK             | US             |                |                |                                                                   |
| ----------------------------------------- | ------------------- | --- | -------------- | -------------- | -------------- | -------------- | -------------- | -------------- | -------------- | -------------- | -------------- | -------------- | ----------------------------------------------------------------- |
| 2012                                      | Trilogy             | - 発売日: 2012年11月9日 - レーベル: XO, Republic - 規格: CD, LP, digital download                                    | 5              | —              | 22             | 128            | 90             | 48             | —              | —              | 37             | 4              | - CAN: 2×プラチナ - DEN: ゴールド - UK: ゴールド - US: 3×プラチナ |
| 2018                                      | The Weeknd in Japan | - 発売日: 2018年11月21日 (日本のみ) - レーベル: XO, Republic, Universal Music Japan - 規格: CD, LP, digital download | —              | —              | —              | —              | —              | —              | —              | —              | —              | —              |                                                                   |
| 2021                                      | The Highlights      | - 発売日: 2021年2月5日 - レーベル: XO, Republic - 規格: CD, digital download                                         | 1              | 2              | 27             | 4              | 13             | 29             | 4              |                | 2              | 2              | - UK: シルバー - NZ: ゴールド - FRA: ゴールド                     |
| "—"は未発売またはチャート圏外を意味する。 |                     | |                |                |                |                |                |                |                |                |                |                |                                                                   |

### EP
| 年   | タイトル            | アルバム詳細                                                                  | チャート最高位 | チャート最高位 | チャート最高位 | チャート最高位 | チャート最高位 | チャート最高位 | チャート最高位 | チャート最高位 | チャート最高位 | 認定                                            |
| 年   | CAN                 | AUS                                                                           | DEN            | GER            | NLD            | NZ             | SWI            | UK             | US             |                |                |                                                 |
| ---- | ------------------- | ----------------------------------------------------------------------------- | -------------- | -------------- | -------------- | -------------- | -------------- | -------------- | -------------- | -------------- | -------------- | ----------------------------------------------- |
| 2018 | My Dear Melancholy, | - 発売日: 2018年3月30日 - レーベル: XO, Republic - 規格: CD, digital download | 1              | 3              | 1              | 7              | 3              | 2              | 1              | 3              | 1              | - CAN: ゴールド - BPI: ゴールド - DEN: ゴールド |

### シングル
| 年                                        | タイトル                                         | チャート最高位 | チャート最高位 | チャート最高位 | チャート最高位 | チャート最高位 | チャート最高位 | チャート最高位 | チャート最高位 | チャート最高位 | チャート最高位 | 認定 | 収録アルバム                                                     |
| 年                                        | CAN                                              | AUS            | DEN            | FRA            | GER            | NLD            | NZ             | SWE            | UK             | US             |                | |                                                                  |
| ----------------------------------------- | ------------------------------------------------ | -------------- | -------------- | -------------- | -------------- | -------------- | -------------- | -------------- | -------------- | -------------- | -------------- | --- | ---------------------------------------------------------------- |
| 2012                                      | Wicked Games                                     | 43             | —              | —              | —              | —              | —              | —              | —              | 152            | 53             | - CAN: ゴールド - BPI: シルバー - DEN: ゴールド - US: 2×プラチナ                                                                                                 | Trilogy                                                          |
| 2012                                      | Twenty Eight                                     | —              | —              | —              | —              | —              | —              | —              | —              | 150            | —              | - US: プラチナ | Trilogy                                                          |
| 2012                                      | The Zone (featuring ドレイク)                    | —              | —              | —              | —              | —              | —              | —              | —              | —              | —              | - US: プラチナ | Trilogy                                                          |
| 2013                                      | Kiss Land                                        | —              | —              | —              | —              | —              | —              | —              | —              | —              | —              | | Kiss Land                                                        |
| 2013                                      | Belong to the World                              | —              | —              | —              | —              | —              | —              | —              | —              | —              | —              | | Kiss Land                                                        |
| 2013                                      | Love in the Sky                                  | —              | —              | —              | —              | —              | —              | —              | —              | —              | —              | | Kiss Land                                                        |
| 2013                                      | Live For (featuring Drake)                       | —              | —              | —              | —              | —              | —              | —              | —              | 111            | —              | | Kiss Land                                                        |
| 2013                                      | Pretty                                           | —              | —              | —              | —              | —              | —              | —              | —              | —              | —              | | Kiss Land                                                        |
| 2014                                      | Wanderlust                                       | 45             | —              | —              | —              | —              | —              | —              | —              | —              | —              | - CAN: ゴールド | Kiss Land                                                        |
| 2014                                      | Often                                            | 69             | —              | —              | —              | —              | 65             | —              | 55             | 65             | 59             | - CAN: ゴールド - DEN: プラチナ - SWE: プラチナ - UK: ゴールド - US: 4×プラチナ                                                                                  | Beauty Behind the Madness                                        |
| 2014                                      | Love Me Harder (with アリアナ・グランデ)         | 10             | 19             | 18             | 27             | 35             | 12             | 28             | 26             | 48             | 7              | - CAN: 2×プラチナ - AUS: プラチナ - DEN: プラチナ - SWE: プラチナ - UK: シルバー - US: 3×プラチナ                                                                | My Everything                                                    |
| 2014                                      | Earned It                                        | 8              | 13             | 2              | 2              | 17             | 8              | 7              | 7              | 4              | 3              | - CAN: 5×プラチナ - AUS: プラチナ - DEN: 2×プラチナ - FRA: ゴールド - NZ: プラチナ - SWE: 3×プラチナ - UK: プラチナ - US: 7×プラチナ                             | Fifty Shades of Grey                                             |
| 2015                                      | The Hills                                        | 1              | 3              | 11             | 11             | 10             | 29             | 2              | 12             | 3              | 1              | - CAN: 7×プラチナ - AUS: 3×プラチナ - DEN: プラチナ - NZ: 2×プラチナ - SWE: 2×プラチナ - GER: 3×プラチナ - UK: 2×プラチナ - US: 11×プラチナ                      | Beauty Behind the Madness                                        |
| 2015                                      | Can't Feel My Face                               | 1              | 2              | 1              | 5              | 14             | 3              | 1              | 6              | 3              | 1              | - CAN: 8×プラチナ - AUS: 4×プラチナ - DEN: 2×プラチナ - FRA: ゴールド - NZ: 3×プラチナ - SWE: 6×プラチナ - GER: プラチナ - UK: 2×プラチナ - US: 8×プラチナ       | Beauty Behind the Madness                                        |
| 2015                                      | In the Night                                     | 12             | 13             | 26             | 124            | 72             | 22             | 22             | 40             | 48             | 12             | - CAN: 2×プラチナ - AUS: プラチナ - DEN: ゴールド - NZ: ゴールド - SWE: プラチナ - UK: シルバー - US: 2×プラチナ                                                 | Beauty Behind the Madness                                        |
| 2015                                      | Acquainted                                       | 79             | —              | —              | —              | —              | —              | —              | —              | 90             | 60             | - CAN: プラチナ - UK: シルバー - US: 3×プラチナ | Beauty Behind the Madness                                        |
| 2016                                      | Starboy (featuring ダフト・パンク)               | 1              | 2              | 1              | 1              | 3              | 1              | 1              | 1              | 2              | 1              | - CAN: 9×プラチナ - AUS: 4×プラチナ - DEN: 2×プラチナ - FRA: ダイヤモンド - GER: 3×プラチナ - NZ: 2×プラチナ - SWE: 4×プラチナ - UK: 2×プラチナ - US: 8×プラチナ | Starboy                                                          |
| 2016                                      | I Feel It Coming (featuring ダフト・パンク)      | 10             | 7              | 6              | 1              | 29             | 4              | 7              | 5              | 9              | 4              | - CAN: 5×プラチナ - AUS: 3×プラチナ - DEN: プラチナ - FRA: ダイヤモンド - GER: ゴールド - NZ: プラチナ - SWE: 3×プラチナ - UK: プラチナ - US: 4×プラチナ         | Starboy                                                          |
| 2016                                      | Party Monster                                    | 8              | 33             | 16             | 88             | 34             | 27             | 27             | 26             | 17             | 16             | - CAN: 3×プラチナ - AUS: ゴールド - DEN: ゴールド - UK: シルバー - US: 2×プラチナ                                                                                | Starboy                                                          |
| 2017                                      | Reminder                                         | 16             | —              | —              | 74             | 93             | 60             | —              | 76             | 39             | 31             | - CAN: 3×プラチナ - DEN: ゴールド - UK: シルバー - US: 2×プラチナ                                                                                                | Starboy                                                          |
| 2017                                      | Rockin'                                          | 25             | —              | —              | 176            | 60             | 25             | —              | 12             | 26             | 44             | - CAN: プラチナ | Starboy                                                          |
| 2017                                      | Die for You                                      | 35             | —              | —              | 137            | —              | 96             | —              | —              | 74             | 43             | - CAN: プラチナ - US: プラチナ | Starboy                                                          |
| 2018                                      | Pray for Me (with ケンドリック・ラマー)          | 5              | 9              | 6              | 14             | 24             | 22             | 12             | 4              | 11             | 7              | - CAN: 3×プラチナ - AUS: プラチナ - DEN: ゴールド - SWE: プラチナ - FRA: ゴールド - NZ: ゴールド - UK: シルバー - US: 2×プラチナ                                 | Black Panther                                                    |
| 2018                                      | Call Out My Name                                 | 1              | 3              | 3              | 31             | 7              | 14             | 7              | 6              | 7              | 4              | - CAN: 2×プラチナ - AUS: 2×プラチナ - BPI: ゴールド - DEN: ゴールド - FRA: ゴールド - SWE: ゴールド - US: 3×プラチナ - NZ: ゴールド                              | My Dear Melancholy,                                              |
| 2019                                      | Lost in the Fire (with ゲサフェルスタイン)       | 14             | 24             | 17             | 78             | 49             | 60             | —              | 9              | 9              | 27             | - CAN: プラチナ - AUS: ゴールド - UK: シルバー - US: ゴールド | Hyperion                                                         |
| 2019                                      | Power Is Power (with SZA and トラビス・スコット) | 50             | 30             | —              | —              | —              | —              | —              | 41             | 45             | 90             | | For the Throne: Music Inspired by the HBO Series Game of Thrones |
| 2019                                      | Heartless                                        | 3              | 10             | —              | 69             | 36             | 30             | 13             | 27             | 10             | 1              | - CAN: プラチナ - US: プラチナ | After Hours                                                      |
| 2019                                      | Blinding Lights                                  | 1              | 1              | 1              | 1              | 1              | 1              | 1              | 1              | 1              | 1              | - CAN: 3×プラチナ - AUS: 2×プラチナ - GER: ゴールド - DEN: プラチナ - FRA: プラチナ - NZ: プラチナ - UK: プラチナ - US: プラチナ                                 | After Hours                                                      |
| 2020                                      | In Your Eyes                                     | 13             | 13             | 5              | 31             | 68             | 20             | 24             | 7              | 17             | 16             | | After Hours                                                      |
| "—"は未発売またはチャート圏外を意味する。 |                                                  |                |                |                |                |                |                |                |                |                |                | |                                                                  |

## 受賞
| 賞                       | 年   | 作品                                                      | カテゴリー                         | 結果       |
| ------------------------ | ---- | --------------------------------------------------------- | ---------------------------------- | ---------- |
| アカデミー賞             | 2016 | Earned It                                                 | 歌曲賞                             | ノミネート |
| グラミー賞               | 2014 | Remember You (Wiz Khalifa ft. the Weeknd)                 | Best Rap/Sung Collaboration        | ノミネート |
| グラミー賞               | 2016 | Beauty Behind the Madness                                 | Album of the Year                  | ノミネート |
| グラミー賞               | 2016 | Beauty Behind the Madness                                 | Best Urban Contemporary Album      | 受賞       |
| グラミー賞               | 2016 | Can't Feel My Face                                        | Record of the Year                 | ノミネート |
| グラミー賞               | 2016 | Can't Feel My Face                                        | Best Pop Solo Performance          | ノミネート |
| グラミー賞               | 2016 | Earned It                                                 | Best R&B Performance               | 受賞       |
| グラミー賞               | 2016 | Earned It                                                 | Best R&B Song                      | ノミネート |
| グラミー賞               | 2016 | Earned It                                                 | Best Song Written for Visual Media | ノミネート |
| グラミー賞               | 2017 | Lemonade (as featured artist)                             | Album of the Year                  | ノミネート |
| グラミー賞               | 2018 | Starboy                                                   | Best Urban Contemporary Album      | 受賞       |
| グラミー賞               | 2022 | Hurricane (as featured artist)                            | Best Melodic Rap Performance       | 受賞       |
| グラミー賞               | 2022 | Planet Her (as featured artist and songwriter)            | Album of the Year                  | ノミネート |
| グラミー賞               | 2022 | Donda (as featured artist and songwriter)                 | Album of the Year                  | ノミネート |
| プライムタイム・エミー賞 | 2021 | The Pepsi Super Bowl LV Halftime Show Starring The Weeknd | Outstanding Variety Special (Live) | ノミネート |